# Бекство из Њујорка
Бекство из Њујорка (енгл. Escape from New York) је амерички научнофантастични филм снимљен 1981. године. Насловну улогу тумачи Курт Расел.

## Радња
У постапокалиптичној 1997. години, Њујорк је максимално сигуран затвор у који се шаљу најокорелији злочинци.
На путу за самит светских велесила (САД, Совјетског Савеза и Кине) срушио се председнички авион. По шефа државе креће бивши војник, а данас осуђени криминалац Снејк Плискин (Курт Расел). Како им не би нестао из вида власти му уграђују својеврсну наруквицу којом прате његово кретање.

## Улоге
| Глумац          | Улога          |
| --------------- | -------------- |
| Курт Расел      | Снејк Плискин  |
| Ли ван Клиф     | Боб Хаук       |
| Ернест Боргнајн | Капи           |
| Доналд Плезенс  | Председник САД |